# Випробування на удар

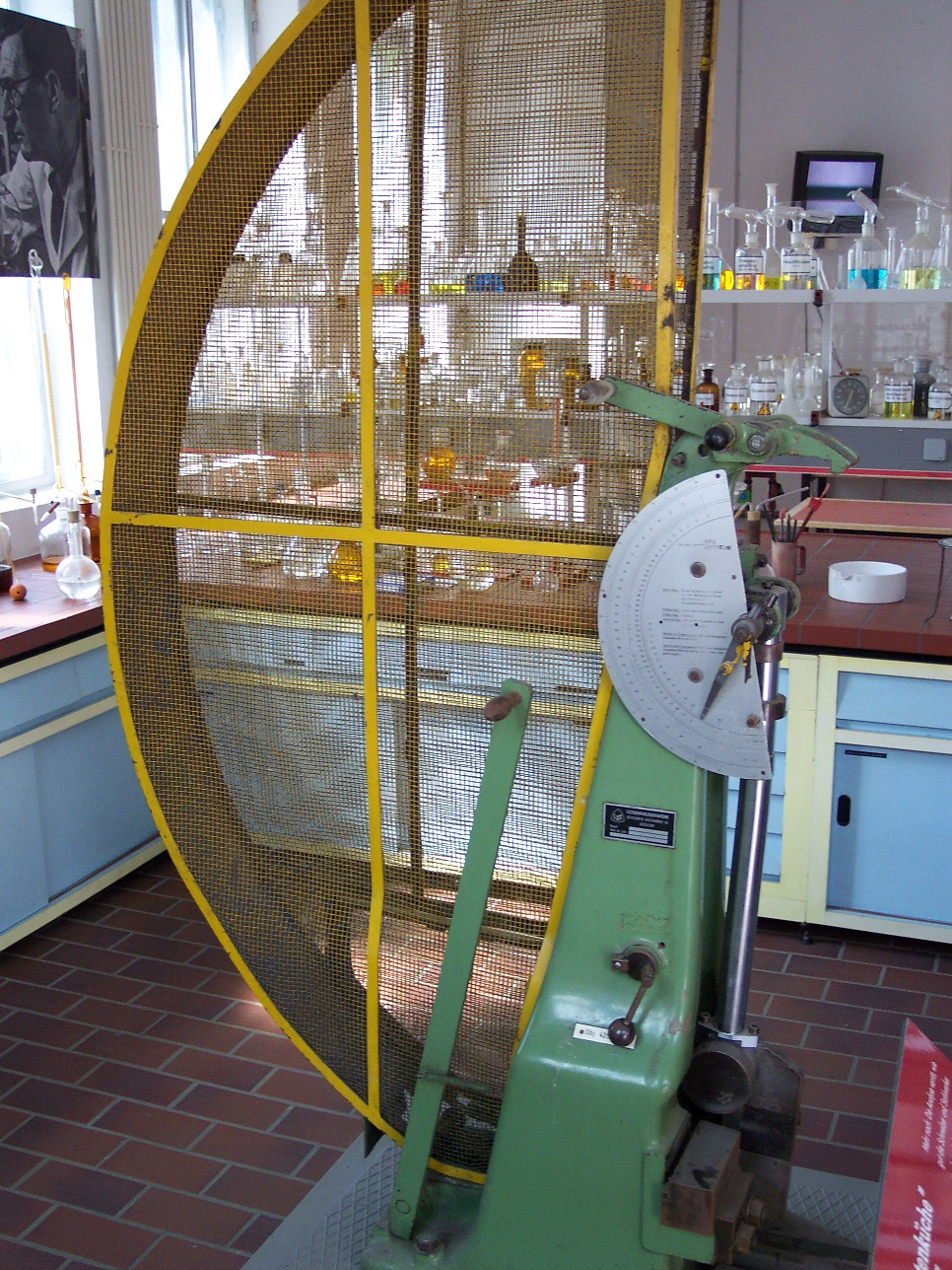
Маятниковий копер для випробування на удар

Випро́бування на уда́р — вид механічного випробування матеріалів з метою визначення їх здатності сприймати динамічні навантаження та схильності до крихкого руйнування. При ударній дії навантаження механічні характеристики матеріалу, що зазнає удару, можуть відрізнятися від характеристик, що визначаються експериментально в умовах статичного навантаження.
Найбільшого поширення набули ударні випробування надрізаних зразків на згин (ударна проба), що має назву випробування на ударний згин. Надріз забезпечує умови крихкого руйнування: чим він гостріший, тим меншою є локальна пластична деформація і більшою частка прямого зламу в зруйнованому перетині. Оскільки при ударі важко виміряти прикладені зусилля, опір матеріалу удару визначається величиною роботи, що витрачається на його руйнування.

## Здійснення випробування

Зразок для випробувань на ударний згин

Ударна проба здійснюється на маятникових копрах. Випробовуваний зразок розташовується, як балка, що лежить на двох опорах. Удару завдається посередині, строго проти надрізу на зразку з протилежного боку. Форма зразків і умови випробування повинні бути строго стандартними для забезпечення порівнянності результатів випробування. На рисунку показано ескіз стандартного зразка для ударних випробувань. Закон подібності для зразків з надрізом не виконується.
Мета випробування полягає у визначенні питомої ударної в'язкості, що є мірою опору удару:
{\displaystyle \!a_{k}={\frac {A}{F}}},кгс·м/см²
де {\displaystyle \!A} — робота, що витрачається для руйнування стандартного зразка ударним навантаженням; {\displaystyle \!F} — площа поперечного перетину зразка в місці надрізу.
У таблиці приведені ударні в'язкості конструкційних сталей.
| Ударна в'язкість для деяких сталей     | Ударна в'язкість для деяких сталей | Ударна в'язкість для деяких сталей | Ударна в'язкість для деяких сталей | Ударна в'язкість для деяких сталей |  |
| Характеристика сталі та хімічний склад | Термічна обробка                   | Термічна обробка                   | Термічна обробка                   | Термічна обробка                   |  |
| Характеристика сталі та хімічний склад | Відпал                             | Відпал                             | Гартування й відпуску              | Гартування й відпуску              |  |
| Характеристика сталі та хімічний склад | σв, кгс/мм²                        | aк, кгс·м/см²                      | σв, кгс/мм²                        | aк, кгс·м/см²                      |  |
| -------------------------------------- | ---------------------------------- | ---------------------------------- | ---------------------------------- | ---------------------------------- |  |
| C < 0,15                               | 35—45                              | >25                                | 36—50                              | >25                                |  |
| C = 0,15—0,20                          | 40—50                              | >22                                | 45—65                              | >20                                |  |
| C = 0,20—0,30                          | 50—60                              | >20                                | 55—75                              | >15                                |  |
| C = 0,30—0,40                          | 60—70                              | >16                                | 70—85                              | >12                                |  |
| C = 0,40—0,50                          | 70—80                              | >12                                | 80—95                              | >8                                 |  |
| C = 0,50—0,60                          | 80—90                              | >10                                | 90—105                             | >5                                 |  |
| C = 0,60—0,70                          | 85—95                              | >8                                 | >100                               | >3                                 |  |
| C>0,7                                  | >95                                | >6                                 | >105                               | >2                                 |  |

### Пристрій для випробування

Схема кутів відхилень копрового маятника при випрбуваннях

Схема положень маятникового копра приведена на малюнку праворуч. Маятник 1 відводиться на кут α і кріпиться клямкою. Після відкидання клямки маятник падає, руйнуючи зразок 2, і за інерцією відхиляється на кут β Кути α і β відлічуються за положенням стрілки на шкалі 3.
Робота зламу визначається за формулою
{\displaystyle \!A=Q(H-h)=Qr(\cos \beta -\cos \alpha )}, кгс·м
де  {\displaystyle \!Q} — вага маятника; {\displaystyle \!r} — відстань від центру тяжіння маятника до його осі гойдання; {\displaystyle \!H}, {\displaystyle \!h}, {\displaystyle \!\alpha } і {\displaystyle \!\beta } — відповідно висота підйому маятника і його кути відхилення.